# Tony Fadd
Tony Fadd (настоящее имя — Антон Мацулевич, бел. Антон Мацулевіч; родился 24 ноября 1983) — белорусский музыкант, музыкальный продюсер. Номинант на «Грэмми» за работы 2015 года Лучшая рэп-песня. Известен как соавтор музыки трека «Trap Queen».
Продюсер песни Fall Out Boy «Favorite Record» с участием ILoveMakonnen.